# Guignardia sawadae
Guignardia sawadae är en svampart som beskrevs av Tak. Kobay. 1975. Guignardia sawadae ingår i släktet Guignardia och familjen Botryosphaeriaceae.   Inga underarter finns listade i Catalogue of Life.